# Vegachí (kommun)
Vegachí är en kommun i Colombia.   Den ligger i departementet Antioquía, i den nordvästra delen av landet, 260 km norr om huvudstaden Bogotá. Antalet invånare är 11 293.